# Jan Látka
Jan Látka (* 5. dubna 1954 Karlovy Vary) je český politik, v letech 2012 až 2018 a opět od roku 2024 senátor za obvod č. 11 – Domažlice, v letech 2006 až 2012 poslanec Poslanecké sněmovny PČR, v letech 2004 až 2024 zastupitel Plzeňského kraje, v letech 1998 až 2006 starosta města Domažlice, bývalý člen ČSSD, poté člen hnutí ANO.

## Vzdělání, profese a rodina
V roce 1973 maturoval na Střední průmyslové škole elektrotechnické v Plzni. V letech 1976–1991 pracoval postupně jako projektant elektro, později jako vedoucí projektantů v Okresním stavebním podniku v Domažlicích. V období 1991–1998 vlastnil firmu Projekce elektro, mezi lety 1993–1998 byl zaměstnán u reklamní agentury Boom v Karlových Varech.
Oženil se v roce 1976. Má dvě děti a je rozvedený.

## Politická kariéra
Do ČSSD vstoupil v roce 1997.
V komunálních volbách roku 1998, komunálních volbách roku 2002, komunálních volbách roku 2006 a komunálních volbách roku 2010 byl zvolen do zastupitelstva města Domažlice za ČSSD. Profesně se uvádí k roku 1998 jako projektant, v roce 2002 a 2006 coby starosta a roku 2010 jako poslanec. V letech 1998–2006 byl starostou města Domažlice.
V krajských volbách roku 2008 byl zvolen do Zastupitelstva Plzeňského kraje za ČSSD. Mandát krajského zastupitele obhájil v krajských volbách v letech 2012 i 2016.
Ve volbách v roce 2006 byl zvolen do poslanecké sněmovny za ČSSD (volební obvod Plzeňský kraj). Byl místopředsedou sněmovního výboru pro životní prostředí a byl členem kontrolního výboru. Mandát poslance obhájil ve volbách v roce 2010. Zasedal ve výboru pro životní prostředí. Ve sněmovně setrval do října 2012, kdy rezignoval na mandát.
V únoru 2012 byl vybrán na nominační konferenci ČSSD, aby za stranu v podzimních senátních volbách ve volebním obvodu číslo 11, který zahrnuje Domažlicko a většinu Klatovska. V senátních volbách roku 2012 pak skutečně kandidoval za senátní obvod č. 11 – Domažlice. V 1. kole zvítězil s 25 % hlasů, v 2. kole pak porazil svého soupeře Rudolfa Salvetra z ODS poměrem 52 : 48.
K roku 2013 zastává funkci předsedy MO ČSSD Domažlice, místopředsedy OVV sociální demokracie Domažlice, člena KVV ČSSD Plzeňského kraje, ÚVV ČSSD a Předsednictva ČSSD. V komunálních volbách v roce 2014 obhájil post zastupitele Domažlic, když vedl kandidátku ČSSD.
Ve volbách do Senátu PČR v roce 2018 obhajoval za ČSSD svůj mandát senátora v obvodu č. 11 – Domažlice. V prvním kole voleb získal 21,47 % hlasů, o pouhých 6 hlasů skončil na druhém místě a postoupil do kola druhého. Ve druhém kole prohrál proti občanskému demokratovi Vladislavu Vilímcovi, když poměrem hlasů 47,40 % : 52,59 % skončil celkově na druhém místě.
V krajských volbách v roce 2020 obhájil za ČSSD post zastupitele Plzeňského kraje. Na kandidátce původně figuroval na 9. místě, ale vlivem preferenčních hlasů skončil nakonec druhý. Ve volbách do Poslanecké sněmovny PČR v roce 2021 kandidoval na 3. místě kandidátky ČSSD v Plzeňském kraji, ale nebyl zvolen, jelikož se strana do Poslanecké sněmovny vůbec nedostala.
Na začátku roku 2022 členství v ČSSD ukončil a na krajské úrovni se stal členem zastupitelského klubu „ANO + nezávislí“. V komunálních volbách v roce 2022 kandidoval do Zastupitelstva města Domažlice jako nezávislý na kandidátce subjektu „Domažlice pro všechny“ (tj. nezávislí kandidáti a DSZ-ZA PR.ZVÍŘ.). Mandát zastupitele se mu však nepodařilo obhájit, skončil jako první náhradník.
Později se stal členem hnutí ANO. Ve volbách do Senátu PČR v roce 2024 kandidoval jako člen hnutí ANO v obvodu č. 11 – Domažlice. V prvním kole vyhrál, když získal 28,96 % hlasů. Ve druhém kole se utkal s členem ODS Vladislavem Vilímcem, kterého porazil poměrem hlasů 55,00 % : 44,99 %, a stal se tak senátorem. Po krajských volbách v roce 2024 mu zanikl mandát zastupitele kraje, protože již nekandidoval.